# Anne-Sophie Mondière
 (mai 2024).
Si vous disposez d'ouvrages ou d'articles de référence ou si vous connaissez des sites web de qualité traitant du thème abordé ici, merci de compléter l'article en donnant les références utiles à sa vérifiabilité et en les liant à la section « Notes et références ».
Anne-Sophie Mondière, née le 1er février 1979 à Roanne (Loire), est une judokate française évoluant dans la catégorie des +78kg. Elle participe aux Jeux Olympiques de Pékin (2008) et aux Jeux Olympiques de Londres (2012). A l'issue de l'épreuve londonienne, elle met fin à sa carrière de sportive de haut niveau.
Diplômée en kinésithérapie, elle travaille aujourd’hui dans l’évènementiel sportif et la formation, notamment dans le domaine de la santé.

## Biographie
Elle débute dans le club de judo de Renaison, alors membre de l'Association Judo Loire, entente dont font également partie Fanny Riaboff ou Cédric Gaudet.
Son petit gabarit, 83 kg pour 1,78 m, mis à l'épreuve dans la catégorie des plus de 78 kg et en toutes catégories, ne la plaçait pas a priori parmi les favorites face à des adversaires à qui elle rend de nombreux kilos.
Elle compense par sa technique de kumikata, qui, combinée avec une mobilité supérieure, lui permet d'utiliser la force de ses adversaires. Cela lui a permis d'obtenir trois titres de championne d'Europe ainsi que deux médailles de bronze lors des Mondiaux 2005 organisés en Égypte. La gauchère est licenciée au Judo Club de Pontault-Combault. Après un premier titre européen en 2006, Mondière conserve sa couronne continentale en 2007 puis en 2008 et monte sur la troisième marche en toutes catégories aux Mondiaux de Rio de Janeiro. Par ailleurs cinquième en plus de 78 kg, elle qualifie la catégorie pour les Jeux olympiques d'été de 2008 organisés à Pékin où elle obtient la septième place finale.
L’année 2011 signe son retour au plus haut-niveau, avec trois médailles sur le circuit IJF, une médaille d’argent aux championnats de France à Liévin, une médaille d’argent aux championnats d’Europe à Istanbul et un titre de championne d’Europe par équipes avec la France. Elle remporte également cette même année, les Jeux Mondiaux Militaires à Rio de Janeiro (Brésil).
En 2012, elle remporte la médaille de bronze au Grand Slam de Paris et enchaine avec une cinquième place lors des championnats d’Europe à Tcheliabinsk, qui lui ouvre les  portes d'une sélection les Jeux Olympiques de Londres.
A Londres, pour sa seconde olympiade, elle s’incline dans la phase éliminatoire du tableau des +78kg, battue par la Brésilienne Altheman.Elle arrête sa carrière dans la continuité.

## Carrière professionnelle

### Kinésithérapie
Anne-Sophie Mondière est titulaire d'un diplôme de masso-kinésithérapie obtenu en 2005, en parallèle de sa carrière sportive. Elle obtient également le Diplôme Universitaire de préparation physique de l’INSEP (2013) et se forme en micro nutrition.
Sous contrat avec la Marine Nationale, elle travaille pendant sa carrière sportive à l’Hôpital Begin. Elle devient kinésithérapeute en cabinet à l'issue de sa carrière sportive en 2012, activité qu’elle conserve jusque 2021.
En 2009, elle devient également consultante à Canal+ , chaîne pour laquelle elle commente notamment les championnats du Monde de judo au Japon, puis les Jeux Olympiques de Rio en 2016. Elle est régulièrement sollicitée par La Chaîne l’Equipe ou Eurosport pour amener son expertise lors des grands championnats.

## Vie personnelle
En couple avec l'ex judoka international français Frédéric Lecanu, elle a un fils né en 2009 prénommé Robinson. En annonçant sa retraite sportive, elle rend également publique sa deuxième grossesse. Vitaly rejoint la famille en 2013. Kenzo, le troisième enfant de la famille nait en 2021.